# ジョン・オーガスタス・ライツ
ジョン・オーガスタス・ライツ (John A. Reitz 1815年12月17日 - 1891年5月13日) は、アメリカ合衆国インディアナ州エヴァンズヴィルの起業家、実業家、銀行家、市民団体の指導者、フィランソロピー。「製材男爵(Lumber Baron )」と呼ばれていた。起業で得た財を使い、彼とその家族はエヴァンズヴィルのフィランソロピーとして現在も名を残している。ライツは様々なチャリティ、教会、教育機関に数百万ドルを寄付した。

## 経歴
1815年12月17日、ライツはドイツのドーラーで生まれた。21歳で家族のもとを離れてアメリカに渡り、ボルチモア港に到着した。その後陶器工場を開業するためエヴァンズヴィルに行った。開業したもののあまり受注がなく利益に結びつかなかった。1838年、ケンタッキー州ルイビルに向かい、1年を過ごしてエヴァンズヴィルに戻った。ちょうどこの頃の1839年、Gertrude Frisse と結婚した。
1837年にこの地域初の蒸気製材所を創立したサイラス・スティーブンスのもとで働き始めた。ケンタッキー州ヘンダーソンではそれ以前にジョン・ジェームズ・オーデュボンが開業していたが、うまくいっていなかった。1856年、ライツはピジョン・クリーク河川岸に自身の製材所を創業した。その直後、息子の助けを借りて地域最大の製材所の1つとなった。1日22時間、週6日操業されていたとされる。1845年から1885年の間、エヴァンズヴィルは全米最大の硬材市場となった。
銀行業にも手を広げ、1856年、ライツはクレセント・シティ銀行を開業した。一時期彼は会長を務め、クレセント・シティ銀行を当時インディアナ州最大の銀行の1つに押し上げた。
様々な事業で成功していたが、特に慈善活動および製材所や銀行業の成功により、この地域の実業家の第一人者となった。彼はまたエヴァンズヴィル、イリノイ州カーミ、ケンタッキー州パデューカを結ぶ鉄道会社の設立者の1人でもあり、この会社の会長を務めた。この鉄道は後にLouisville and Nashville Railroad のセントルイス部門となった。またエヴァンズヴィルとテネシー州ナッシュビルを結ぶナッシュビル部門の重役となり、結果的にEvansville and Crawfordsville Railroad の利益に繋がった。1846年、Lamasco が町として形成され、エヴァンズヴィルと合併するまで彼が最高責任者となった。
エヴァンズヴィル市議会議員となり、1862年、バンダーバーグ郡とポージー郡双方の代表として南北戦争の真っ只中に州議会に参加した。彼は民主主義者であるが、党員ではない。

## 遺産
彼の事業により彼および彼の家族は非常に裕福になった。カリフォルニア州で亡くなった彼の娘ルイーズの追悼のため、Little Sisters of the Poor のために大規模な建造物を建てた。Trinity Wesleyan Church のメンバーで敬虔なカトリック教会信者だが、プロテスタント教会にも多額の寄付をした。自費でChurch of the Sacred Heart を建て、Irish Catholic の礼拝場として司祭に与えた。
ライツは自制のためだけにエヴァンズ・ホールの建物および修復のための寄付をした。ライツと彼の家族はライツ記念高等学校を建設し、FJライツ高等学校の資金協力をした。エヴァンズヴィルの1番通りとチェストナット通りの角に立つライツ邸はインディアナ州唯一のヴィクトリア建築の邸宅博物館であるライツ邸博物館として一般に公開されている。
ライツと妻はフランシス・ジョセフ・ライツを含む10人の子供に恵まれた。